# Protapanteles ashmeadi
Protapanteles ashmeadi är en stekelart som först beskrevs av Wilkinson 1928.  Protapanteles ashmeadi ingår i släktet Protapanteles och familjen bracksteklar. Inga underarter finns listade i Catalogue of Life.